# Шомпре, Этьен Мари
Этьен Мари Шомпре (1701—1784) — французский учёный-педагог, брат Пьера Шомпре, также педагога.
Вместе с братом управлял частным пансионом в Париже и, как и брат, написал ряд учебных пособий; ещё при жизни его часто путали с братом.
Основные работы: «Apologues ou Explication d’un certain nombre de sujets de la Fable» (1764, 12 выпусков); «Petite grammaire française, latine et grecque» (1776), ставшее частью сборника «Cours de études» аббата Батё; «Recueil de fables» (1779, 12 выпусков). Кроме того, им были составлены «Tables des matières» для «Historie générale des voyages» аббата Прево (1761, 4 выпуска и 4 тома в 12 выпусках). Он также помогал Пьеру в составлении его «Dictionnaire de la fable».